# The Fairy Godfather
The Fairy Godfather è un cortometraggio muto del 1917 diretto da James Stuart Blackton.

## Produzione
Il film fu prodotto nel 1917 dalla Vitagraph Company of America.

## Distribuzione
Distribuito dalla Greater Vitagraph (V-L-S-E), il film - un cortometraggio in una bobina - uscì nelle sale statunitensi il 30 aprile 1917.